# 宮崎康二

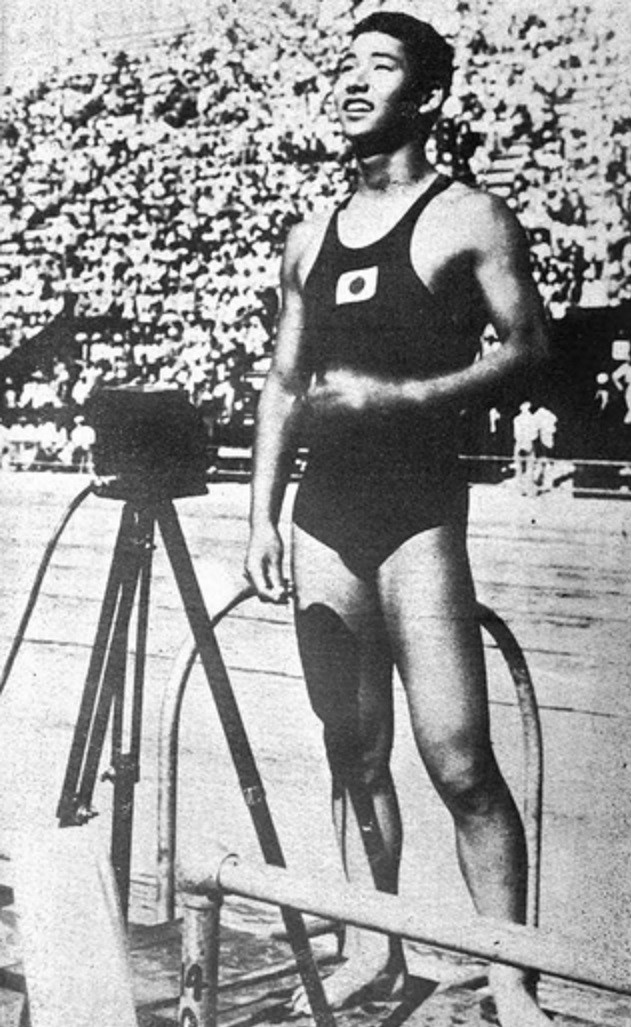
ロス五輪で挨拶する宮崎

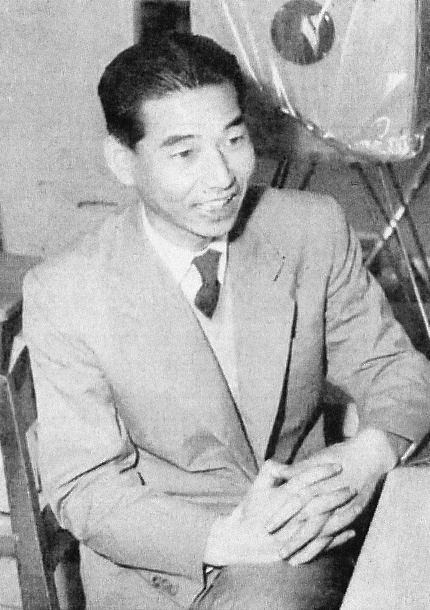
1956年

宮崎 康二（みやざき やすじ、1916年（大正5年）10月15日 - 1989年（平成元年）12月30日）は、日本の水泳選手。1932年ロサンゼルスオリンピック100m自由形、800mリレーの金メダリスト。元・日本水泳連盟理事。

## 経歴
静岡県浜名郡吉津村（現在の湖西市）の出身。吉津尋常小学校を経て浜松一中（現・静岡県立浜松北高等学校）時代に15歳で1932年ロサンゼルスオリンピックに出場。身長179cm、体重66kgの恵まれた体躯を生かし、100m自由形の予選で58秒7の日本新記録を樹立し、準決勝ではジョニー・ワイズミュラーの記録を破る58秒0の五輪新記録・日本新記録を打ち立てる。決勝では58秒2で金メダルを獲得、アメリカのこの種目の連勝を6でストップさせた。
同レースの2日後に行われた800mリレーでは体調を崩した大横田勉の代役として急遽出場し、第1泳者としてチームを牽引し、8分58秒4の世界新記録で2個目の金メダルを獲得した。水泳日本の黄金時代を築いた。宮崎は「中3から中4の1カ月間、何故こんな奇蹟的事実が私の身辺に起こったのか。この奇蹟の担い手に何故、私が選ばれたのかわかりません。」と回想している。続く1936年のベルリンオリンピック代表にも選ばれたが、試合には出場しなかった。
浜松一中を卒業後、ロサンゼルスオリンピック100m自由形銀メダリスト河石達吾との縁で慶應義塾大学法学部に進学し、水泳部キャプテンを務めた。戦後は1954年から18年間、兵庫県西宮市に住み、日本水泳連盟理事を務めるなど後進の指導に当たった。1981年に国際水泳殿堂入り。1989年にIOCから五輪功労賞（オリンピック・オーダー）銀賞を授与された。

### エピソード
宮崎の母校である湖西市立鷲津小学校（吉津尋常小学校の後身）の校歌の2番の歌詞で「ロスアンゼルスの日章旗」と歌われる部分があるが、これはロサンゼルスオリンピックでの宮崎康二の金メダル及び牧野正蔵の銀メダル獲得を讃えたものであるという。2012年（平成24年）に湖西市が市制40周年を迎えた際には宮崎と牧野の顕彰式が開催された。

## 主な実績
- 1931年（昭和6年） - 第5回インターハイ　100m自由形優勝（1分00秒4）[7]　200m自由形優勝（2分21秒3）[8]
- 1931年（昭和6年） - 第7回日本選手権　100m自由形優勝・日本新（59秒2）[9]
- 1932年（昭和7年） - ロサンゼルスオリンピック　100m自由形優勝（58秒2、予選では58秒7の日本新、準決勝では58秒0の五輪新・日本新）　800mフリーリレー優勝・世界新（8分58秒4）
- 1933年（昭和8年） - 第7回インターハイ　100m自由形優勝（59秒6）[7]
- 1938年（昭和13年） - 第17回日本学生水上選手権　50m自由形優勝（26秒6）[10]
- 1939年（昭和14年） - 第18回日本学生水上選手権　50m自由形優勝（26秒6）[10]

## 関連作品
- 大河ドラマ『いだてん〜東京オリムピック噺〜』（演：西山潤）[11]